# Licence to Kill (soundtrack)
Licence to Kill is de originele soundtrack van de zestiende James Bond-film van EON Productions uit 1989 met dezelfde naam. Het album werd in 1989 uitgebracht door MCA Records.
Het album bevat de originele filmmuziek die gecomponeerd werd door Michael Kamen en een aantal popsongs. De nummers die Kamen niet schreef zijn de  titelsong "Licence to Kill" van Gladys Knight, die geschreven werd door Narada Michael Walden, Walter Afanasieff en Jeffrey Cohen en de nummers "Wedding Party" van Ivory die geschreven werd door Jimmy Duncan en Philip Brennan, "Dirty Love" van Tim Feehan die geschreven werd door Jeff Pescetto en Steve Dubin en "If You Asked Me To" van Patti LaBelle die geschreven werd door Diane Warren. De filmmuziek werd uitgevoerd door het National Philharmonic Orchestra. Kamen was ook de dirigent van het orkest. En Kamen is de zesde filmcomponist die aan een James Bond film heeft gewerkt. De titelsong stond ook in de Nederlandse Top 40 met als hoogste notering, plaats twee en in de Vlaamse Ultratop 50 plaats drie. Op 22 juli 1989 kwam het album in de Nederlandse Album Top 100 binnen en stond het 6 weken in de lijst met als hoogste positie, plaats 53.

## Nummers
| Nr. | Titel                                     | Duur |
| --- | ----------------------------------------- | ---- |
| 1   | Licence to Kill – Gladys Knight           | 5:13 |
| 2   | Wedding Party – Ivory                     | 3:53 |
| 3   | Dirty Love – Tim Feehan                   | 3:45 |
| 4   | Pam                                       | 3:50 |
| 5   | If You Asked Me To – Patti LaBelle        | 3:58 |
| 6   | James & Felix on Their Way to Church      | 3:53 |
| 7   | His Funny Valentine                       | 3:26 |
| 8   | Sanchez Is in the Bahamas / Shark Fishing | 2:06 |
| 9   | Ninja                                     | 6:03 |
| 10  | Licence Revoked                           | 9:11 |